# جيري فالنتاين
جيري فالنتاين (بالإنجليزية: Jerry Valentine)‏ هو موزع موسيقي أمريكي، ولد في 14 سبتمبر 1914 في شيكاغو في الولايات المتحدة، وتوفي في أكتوبر 1983.

## روابط خارجية
- جيري فالنتاين على موقع ميوزك برينز (الإنجليزية)
- جيري فالنتاين على موقع ميوزك برينز (الإنجليزية)
- جيري فالنتاين على موقع أول ميوزيك (الإنجليزية)
- جيري فالنتاين على موقع ديسكوغز (الإنجليزية)